# Vinh Sơn Nguyễn Đức Hiệp
Nguyễn Đức Hiệp (1940–2011) là một linh mục của Giáo hội Công giáo Rôma. Ông nguyên là đại biểu Quốc hội Việt Nam khóa X và XI. Ông nguyên là Uỷ viên Ban Thường trực Uỷ ban Đoàn kết Công giáo Việt Nam và là Chủ tịch Uỷ ban Đoàn kết Công giáo tỉnh Nam Định. Ông thuộc đoàn đại biểu Nam Định.
Ông mất năm 2011, thọ 71 tuổi